# Lonnie Mack
Pour les articles homonymes, voir Mack.
Lonnie McIntosh dit Lonnie Mack (né à Harrison (Indiana) le 18 juillet 1941 et mort le 21 avril 2016 à Nashville (Tennessee)), est un guitariste et chanteur de rock 'n' roll, blues et country américain.

## Biographie
Lonnie Mack a été le bassiste des Doors pendant l'enregistrement de l'album Morrison Hotel sur les chansons suivantes : Roadhouse Blues et Maggie M'Gill.
Il enregistra plusieurs albums pour le célèbre label Alligator dont Strike Like Lightning.
Avec Albert King, Buddy Guy, Jimi Hendrix et T-Bone Walker, ll fut une influence importante pour Stevie Ray Vaughan (Texas blues) .

## Annexe